# Chastain (gruppo musicale)
I Chastain sono un gruppo musicale heavy metal statunitense formatosi a Cincinnati nel 1984.

## Storia
La band venne fondata dal guitar hero David T. Chastain, che in precedenza aveva militato nella band heavy metal degli Spike. Le sue doti tecniche e le sue capacità compositive fruttarono un contratto con la Shrapnel Records, che l'anno seguente pubblicò il disco d'esordio Mystery of Illusion. Per la realizzazione dell'album vennero reclutati Fred Coury, il futuro batterista dei Cinderella e la cantante Leather Leone, mentre il ruolo di bassista venne affidato a Mike Skimmerhorn.
Nel 1986 uscì Ruler of the Wasteland, album power metal di stampo americano, qualitativamente superiore al precedente e da molti considerato come il miglior lavoro dell'intera discografia. L'arrivo del nuovo batterista Ken Mary e le qualità tecniche di David Chastain unite all'aggressività della cantante diedero fama a questo disco, al punto che a più di quindici anni di distanza gli svedesi Hammerfall inserirono in un loro album la cover della canzone Angel Of Mercy. Lo stesso anno il chitarrista Pat O'Brien, che in seguito militerà nei Nevermore e nei Cannibal Corpse, si unì alla band per alcune date dal vivo. Nel 1987 pubblicarono The 7th of Never, registrato con la stessa formazione del precedente e che riscosse un discreto successo.

Il terzo album uscì nel 1988 e vide l'avvicendamento al basso con Paul David Harbour al posto di Skimmerhorn. Due anni dopo Ken Mary lasciò la band per unirsi ad Alice Cooper venendo sostituito da John Luke Hebert (che nel 1989 insieme a Harbour partecipò alla realizzazione del disco da solista di Leather) e con lui pubblicarono For Those Who Dare, un disco con delle sonorità leggermente più pesanti. Queste due ultime pubblicazioni, però, non ebbero molta fortuna e, in seguito, la formazione venne completamente cambiata, con l'addio della cantante e dei membri della sessione ritmica (Harbour e Hebert  in seguito si incontrarono nuovamente per la realizzazione di House of God di King Diamond).

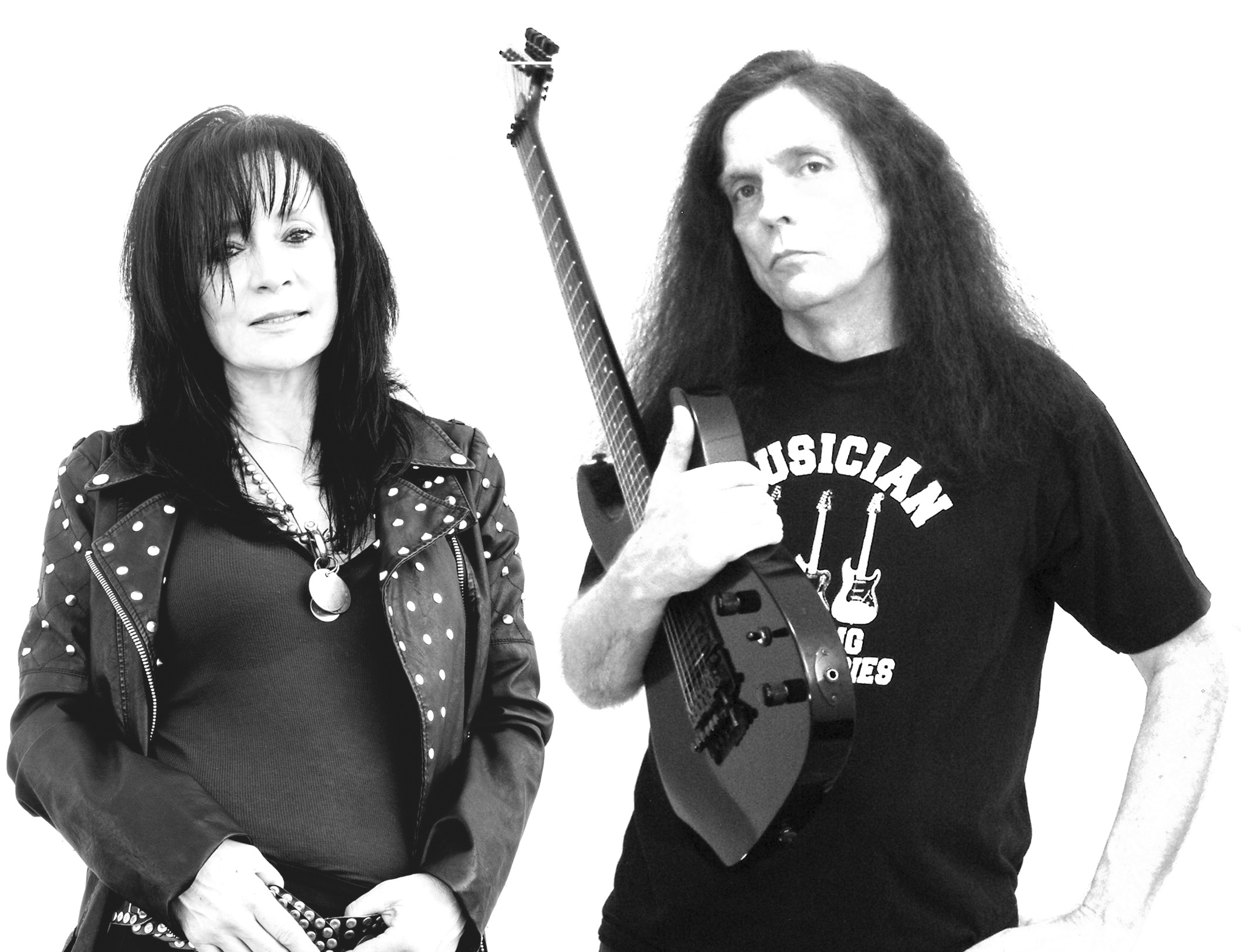
David Chastain e Leather Leone nel 2016

Si dovettero attendere cinque anni prima che venisse dato alle stampe Sick Society, un lavoro diverso dai precedenti, sia per la presenza della nuova cantante e bassista Kate French, che per la musica proposta, più vicina al groove metal e con alcune reminiscenze degli Alice in Chains. Da questo disco entrò a far parte della band anche il batterista Dennis Lesh che in precedenza aveva militato nel gruppo doom metal Trouble. Nel 1997 venne ingaggiato il bassista Kevin Kekes ed uscì il settimo album, intitolato In Dementia a cui seguì un periodo di pausa per la gravidanza della cantante. Nel 2001 Kate tornò a disposizione della band, che vide anche in nuovi arrivi di Dave Starr e Larry Howe (suo marito), rispettivamente bassista e batterista ex Vicious Rumors. Con questa formazione nel 2004 pubblicarono In an Outrage, l'ultimo album con Kate French alla voce.
Nel 2013 la band storica si è riunita quasi completamente, con il ritorno di Leather e del bassista Skimmerhorn e con l'aggiunta del nuovo batterista Stian Kristoffersen; lo stesso anno è uscito il nono album Surrender to No One. Il 6 novembre del 2015, è stato pubblicato We Bleed Metal, disco registrato dagli stessi musicisti che avevano partecipato alla realizzazione del precedente.

## Discografia
Album in studio
- 1985 – Mystery of Illusion
- 1986 – Ruler of the Wasteland
- 1987 – The 7th of Never
- 1988 – The Voice of the Cult
- 1990 – For Those Who Dare
- 1995 – Sick Society
- 1997 – In Dementia
- 2004 – In an Outrage
- 2013 – Surrender to No One
- 2015 – We Bleed Metal

Raccolte
- 2010 – The Reign of Leather
- 2012 – Metal in Your Face

Demo
- 1984 – Demo '84
- 1985 – Recordings '85

## Formazione

### Formazione attuale
- Leather Leone – voce, (1984-1992, 2013-oggi)
- David T. Chastain – chitarra (1984-oggi)
- Mike Skimmerhorn – basso (1984-1989, 2013-oggi)
- Stian Kristoffersen – batteria (2013-oggi)

### Ex componenti
- Kate French – voce (1995-2005), basso (1995-1997)
- Pat O'Brien – chitarra (sessioni live 1986)
- Paul David Harbour – basso (1988-1992)
- Kevin Kekes – basso (1997-2004)
- Dave Starr – basso (2004-2005)
- Larry Howe – batteria (2004-2005)
- Fred Coury – batteria (1984-1985)
- Ken Mary – batteria (1986-1990)
- John Luke Hebert – batteria (1990-1992)
- Dennis Lesh – batteria (1995-2004)